# II liga polska w futsalu (2024/2025)
II liga 2024/2025 – 19. edycja rozgrywek drugiego poziomu ligowego futsalu mężczyzn w Polsce. Wystąpiło 32 zespołów, które są podzielone na cztery grupy makroregionalne. 
W II lidze rywalizować będą systemem każdy z każdym cztery grupy. Zwycięzcy grup uzyskają bezpośredni awans do I ligi. Spadną po dwa ostatnie zespoły z każdej grupy, przy czym liczba ta może się zmienić w zależności od tego, kto z najwyższej klasy rozgrywkowej spadnie i kto do niej awansuje.

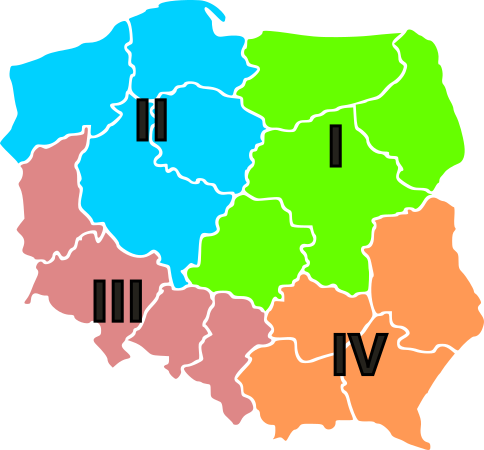
Podział grup makroregionalnych w II lidze futsalu

| Rozgrywki                | Poziomy ligowe | Liga        | Sezon                     |
| ------------------------ | -------------- | ----------- | ------------------------- |
| Centralne                | I poziom       | Ekstraklasa | Sezon 2024/2025 (1 grupa) |
| Centralne                | II poziom      | I Liga      | Sezon 2024/2025 (2 grupy) |
| Makroregionalne          | III poziom     | II Liga     | Sezon 2024/2025 (4 grupy) |
| Regionalne (16 Związków) | IV poziom      | III Liga    | Sezon 2024/2025 (14 grup) |

## Tabele

### Makroregion I
Województwa podlaskie, mazowieckie, warmińsko-mazurskie i łódzkie.
| Lp. | Drużyna                       | M  | Z  | R | P  | Bramki | Bramki | Różn. | Pkt. | Uwagi  |
| --- | ----------------------------- | -- | -- | - | -- | ------ | ------ | ----- | ---- | ------ |
| 1   | BAF Bonito Białystok          | 14 | 10 | 1 | 3  | 79     | 48     | +31   | 31   | Awans  |
| 2   | MOKS Słoneczny Stok Białystok | 14 | 9  | 1 | 4  | 74     | 42     | +32   | 28   |        |
| 3   | AZS AWF Warszawa              | 14 | 8  | 0 | 6  | 58     | 64     | -6    | 24   |        |
| 4   | GKS Futsal Dąbrówka           | 14 | 7  | 1 | 6  | 81     | 60     | +21   | 22   |        |
| 5   | Zdrowie Garwolin              | 14 | 6  | 2 | 6  | 74     | 103    | -29   | 20   |        |
| 6   | Elite Futsal Team Ząbki       | 14 | 5  | 2 | 7  | 47     | 53     | -6    | 17   |        |
| 7   | Tartak Futsal Opoczno         | 14 | 4  | 1 | 9  | 47     | 57     | -10   | 13   | Spadek |
| 8   | Football Club 10 Zgierz       | 14 | 2  | 2 | 10 | 32     | 65     | -33   | 8    | Spadek |

Źródło 

### Makroregion II
Województwa kujawsko-pomorskie, pomorskie, wielkopolskie i zachodniopomorskie.
| Lp. | Drużyna                          | M  | Z  | R | P | Bramki | Bramki | Różn. | Pkt. | Uwagi  |
| --- | -------------------------------- | -- | -- | - | - | ------ | ------ | ----- | ---- | ------ |
| 1   | TAF Toruń                        | 14 | 11 | 1 | 2 | 63     | 44     | +19   | 34   | Awans  |
| 2   | Mavi Meble Futsal Gostyń         | 14 | 9  | 1 | 4 | 65     | 50     | +15   | 28   |        |
| 3   | Jaguar Gdańsk                    | 14 | 6  | 2 | 6 | 60     | 59     | +1    | 20   |        |
| 4   | KP Dexon Września                | 14 | 5  | 3 | 6 | 56     | 65     | -9    | 18   |        |
| 5   | Tartak Krzemiński Futsal Kościan | 14 | 5  | 2 | 7 | 46     | 49     | -3    | 17   |        |
| 6   | Zawisza Bydgoszcz                | 14 | 5  | 2 | 7 | 73     | 73     | 0     | 17   |        |
| 7   | Piast Poniec Futsal Leszno       | 14 | 5  | 0 | 9 | 43     | 56     | -13   | 15   | Spadek |
| 8   | UKS Orlik Futsal Mosina          | 14 | 3  | 3 | 8 | 37     | 47     | -10   | 12   | Spadek |

Źródło 

### Makroregion III
Województwa dolnośląskie, lubuskie, opolskie i śląskie.
| Lp. | Drużyna                             | M  | Z  | R | P  | Bramki | Bramki | Różn. | Pkt. | Uwagi  |
| --- | ----------------------------------- | -- | -- | - | -- | ------ | ------ | ----- | ---- | ------ |
| 1   | KS Polonia Bielany Wrocławskie      | 14 | 13 | 0 | 1  | 113    | 40     | +73   | 39   | Awans  |
| 2   | WKS Śląsk II Futsal Wrocław         | 14 | 10 | 0 | 4  | 82     | 43     | +39   | 30   |        |
| 3   | Dreman II Futsal Opole Komprachcice | 14 | 7  | 2 | 5  | 58     | 68     | -10   | 23   |        |
| 4   | Orzeł Futsal Jelcz-Laskowice        | 14 | 6  | 3 | 5  | 53     | 46     | +7    | 21   |        |
| 5   | KS Górnik Sosnowiec                 | 14 | 4  | 2 | 8  | 63     | 78     | -15   | 14   |        |
| 6   | Gredar Bongo Opole                  | 14 | 3  | 3 | 8  | 42     | 82     | -40   | 12   |        |
| 7   | UKS Gminy Miękinia                  | 14 | 3  | 3 | 8  | 66     | 97     | -31   | 12   | Spadek |
| 8   | Promar IT Carbo Gliwice             | 14 | 3  | 1 | 10 | 53     | 76     | -23   | 10   | Spadek |

Źródło 

### Makroregion IV
Województwa małopolskie, podkarpackie, świętokrzyskie i lubelskie.
| Lp. | Drużyna                           | M  | Z  | R | P  | Bramki | Bramki | Różn. | Pkt. | Uwagi  |
| --- | --------------------------------- | -- | -- | - | -- | ------ | ------ | ----- | ---- | ------ |
| 1   | Moravia Tompawex Obice            | 14 | 11 | 2 | 1  | 100    | 41     | +59   | 35   | Awans  |
| 2   | Futsal Club Tarnów                | 14 | 7  | 2 | 5  | 74     | 63     | +11   | 23   |        |
| 3   | Heiro Rzeszów                     | 14 | 7  | 1 | 6  | 59     | 66     | -7    | 22   |        |
| 4   | Futsal Club Sport Południe Łańcut | 14 | 7  | 1 | 6  | 77     | 73     | +4    | 22   |        |
| 5   | BSF Busko-Zdrój                   | 14 | 6  | 1 | 7  | 64     | 80     | -16   | 19   |        |
| 6   | JKS Jarosław                      | 14 | 6  | 1 | 7  | 70     | 68     | +2    | 19   |        |
| 7   | Tech-Project Futsal Team Jarosław | 14 | 4  | 1 | 9  | 58     | 78     | -20   | 13   | Spadek |
| 8   | AZS UMCS Lublin                   | 14 | 3  | 1 | 10 | 39     | 72     | -33   | 10   | Spadek |

Źródło 